# A tutto reality: le origini
A tutto reality: le origini (Total DramaRama) è una serie animata canadese spin-off di A tutto reality, creata dalla Fresh TV Inc. e distribuita da Cake Entertainment.
È ambientata in un universo alternativo in cui i personaggi sono bambini ed è un crossover con 6teen. 
È stata trasmessa in prima visione negli Stati Uniti e in Canada, su Cartoon Network a partire dal 1º settembre 2018 e su Teletoon dal 7 ottobre 2018. Il primo e il secondo episodio della serie sono stati pubblicati online il 30 luglio e il 13 agosto 2018. Il 13 febbraio 2019 la serie è stata rinnovata per una seconda stagione. Il 23 giugno 2020 la serie viene rinnovata anche per la terza stagione.
In Italia la serie è andata in onda su K2 e  in chiaro su Dea Kids

## Trama
A differenza delle scorse stagioni di A tutto reality, questa serie ha un format completamente diverso dalla serie originale: è senza competizione, i personaggi hanno tutti 4 anni e sono in un asilo. Chef Hatchet è il maestro dell'asilo, severo come nella serie originale, ma benevolente.

## Personaggi e doppiatori

### Personaggi principali
- Norbert "Chef" Hatchet, doppiato da Deven Mack (in sostituzione di Clé Bennett) in inglese e in italiano da Roberto Draghetti (st.1) e da Dario Oppido (st.2+)[1]. È il maestro dell'asilo, è severo ma in fondo vuole bene ai piccoli. Prima di fare l'insegnante, ha avuto molti lavori come il wrestler. Ha una vera e propria fissazione nel cercare di mangiare il maggior numero di aragoste possibili.
- Beth, doppiata da Sarah Gadon in inglese e in italiano da Antonella Baldini[1]. Indossa un costume da ape, è simpatica, ma piuttosto testarda. Adora infilare le proprie dita nel naso e metterci oggetti dentro.
- Bridgette, doppiata da Kristin Fairlie in inglese e in italiano da Valentina Mari[1] (in sostituzione di Ilaria Latini). Come la sua controparte originale è molto dolce e gentile.
- Cody Anderson, doppiato da Wyatt White (in sostituzione di Peter Oldring) in inglese e in italiano da Davide Perino[1]. È il più ingenuo e amichevole tra i bambini, ma anche il più sfortunato.
- Courtney, doppiata da Emilie-Claire Barlow in inglese e in italiano da Monica Vulcano[1]. È perfettina e prepotente ma molto altruista ed eroica molto diversa dalla sua controparte originale.
- Duncan, doppiato da Drew Nelson in inglese e in italiano da Christian Iansante[1]. È insopportabile, arrogante, fastidioso e a volte tenta di scappare dall'asilo. Nei primi episodi della serie usava un cucciolo, che poi ha smesso di usare.
- Gwen, doppiata da Lilly Bartlam (in sostituzione di Megan Fahlenbock) in inglese e in italiano da Roberta De Roberto[1]. Se ne sta sempre da sola, adora le autopsie, oscure, e sarcastica, solitaria e menefreghista. È molto più cupa è inquietante a differenza della sua versione originale.
- Harold, doppiato da Darren Frost (in sostituzione di Brian Froud) in inglese e in italiano da Luigi Morville[1]. Indossa gli occhiali, ama la tecnologia ed è molto intelligente. Adora praticare il karate, ma risulta essere negato per tale sport.
- Izzy, doppiata da Katie Crown in inglese e in italiano da Rossella Acerbo[1] (in sostituzione di Micaela Incitti). È pazza e stramba come la sua versione originale.
- Jude Lizowski, doppiato da Christian Potenza in inglese e in italiano da Manuel Meli[1] (in sostituzione di Alessio Ward). È pieno di energia e sempre pronto a divertirsi. Non proviene da A tutto reality come gli altri bambini, ma è un altro personaggio della serie animata 6teen.
- Leshawna, doppiata da Bahia Watson (in sostituzione di Novie Edwards) in inglese e in italiano da Laura Lenghi[1]. È arrogante e prepotente ma premurosa simile alla sua controparte originale.
- Noah, doppiato da Cory Doran (in sostituzione di Carter Hayden) in inglese e in italiano da Andrea Mete[1]. È sarcastico come la sua versione originale.
- Owen, doppiato da Scott McCord in inglese e in italiano da Massimo De Ambrosis[1] (in sostituzione di Fabrizio Vidale). Simpatico, amichevole e affabile come la sua versione originale.
- Lightning, doppiato da Kwaku Adu-Poku (in sostituzione di Tyrone Savage) in inglese e in italiano da Lorenzo Crisci[1] (in sostituzione di Daniele Raffaeli). Debutta nella terza stagione. A differenza della sua versione originale, è gentile ed eroico. Stringe grande amicizia con Cody a tal punto che i due si considerano migliori amici
- Sugar, doppiata da Rochelle Wilson in inglese e in italiano da Eva Padoan[1] (in sostituzione di Francesca Guadagno). Debutta nella terza stagione. Caratterialmente è simile alla sua versione originale.

### Personaggi secondari
- MacArthur, doppiata da Evany Rosen in inglese e in italiano da Laura Romano[1]. Nel corso della serie ha molti lavori, ed è una tuttofare. È l'unico personaggio ad aver fatto parte del cast principale di uno degli A tutto reality che non è bambina.
- Max, doppiato in originale da Tristan Mammitzsch. È il cugino di Owen e come la sua controparte adolescente, è ossessionato con la cattiveria. Anche se cattivo sembra voler bene al cugino, come quando darà a Owen la sua macchina del tempo senza pensarci due volte.
- Ella, doppiata da Sunday Muse in inglese e in italiano da Benedetta Gravina (in sostituzione di Veronica Puccio). È la cugina di Gwen e come la sua controparte adolescente gli piace cantare, gli animali ed è positiva. Ma quando si arrabbia, si trasforma in un drago verde.
- Mike La Fogna, un coccodrillo con addosso una giacca hawaiana blu. Vive nelle fogne ed è mentalmente instabile, condizione dovuta alla solitudine. Vuole farsi degli amici a tutti costi, arrivando, addirittura, a mettere in una gabbia gigante Noah, Duncan e Beth. Possiede grandi capacità canore.